# Оссимо
Оссимо (итал. Ossimo) — коммуна в Италии, в провинции Брешиа области Ломбардия.
Население составляет 1463 человека (2008 г.), плотность населения составляет 104 чел./км². Занимает площадь 14 км². Почтовый индекс — 25050. Телефонный код — 0364.
Покровителями коммуны почитаются святые Косма и Дамиан (Нижнее Оссимо), празднование 26 сентября,  и святые Гервасий и Протасий (Верхнее Оссимо), празднование 19 июня.

## Демография
Динамика населения:

## Администрация коммуны
- Официальный сайт: